# Nowy Sącz Dąbrówka
Nowy Sącz Dąbrówka – przystanek kolejowy na trasie Tarnów – Leluchów w Nowym Sączu w województwie małopolskim w Polsce.